# 华丽霸鹟
华丽霸鹟（学名：Myiotriccus ornatus），是雀形目霸鹟科的一种鸟类，属于单型的华丽霸鹟属（学名：Myiotriccus）。
华丽霸鹟体重约9.9克，翼长约59.6毫米，喙宽度约5.4毫米，喙厚度约3.6毫米，嘴峰长约13.2毫米，跗蹠长约14.3毫米，尾长约41.2毫米。
华丽霸鹟是留鸟，栖息在森林，它们是食肉动物，主要以昆虫、蜘蛛等陆生无脊椎动物为食。它们分布在哥伦比亚、厄瓜多尔和秘鲁的安第斯山脉地区。